# HD 73971
HD 73971，又名BD+47 1606，SAO 42508、HR 3436，是一颗恒星，视星等为6.22，位于銀經173.08，銀緯38.13，其B1900.0坐标为赤經8h 36m 2.9s，赤緯+47° 38.13′ 34″。